# Vicente González Sosa
Vicente González Sosa (Agaete, 17 settembre 1941) è un ex calciatore spagnolo di ruolo attaccante.

## Caratteristiche tecniche
Era un attaccante veloce e abile nel dribbling.

## Carriera
Esordì nella Liga spagnola nel 1959 con il Las Palmas, agli ordini di Luis Molowny.
Nel 1961 fu ingaggiato dal Barcellona. Giocò con continuità nella prima fase della sua esperienza in blaugrana, prima di un infortunio subito nel 1964 che lo condizionò negativamente.
Nel 1966 passò al Granada. La prima stagione con gli Andalusi si concluse con la retrocessione in Segunda División. 
González Sosa si trasferì in Uruguay al Peñarol, ma a causa di problemi burocratici dovette ritornare presto a Granada. Continuò a giocare con il Granada fino al 1973.

## Palmarès

### Club

#### Competizioni nazionali
- Coppa di Spagna: 1

Barcellona: 1962-1963
- Segunda División spagnola: 1

Granada: 1967-1968
- Coppa delle Fiere: 1

Barcellona: 1965-1966